# Frank Gilbreth
Frank Bunker Gilbreth, Sr. (7 de julio de 1868-14 de junio de 1924) fue defensor de la organización científica y pionero en el estudio de movimientos, y es quizá más conocido como el padre de los autores de la novela semiautobiográfica Trece por docena (1948). Él y su esposa Lillian Moller Gilbreth eran ingenieros industriales y expertos en eficiencia, quienes contribuyeron al estudio de la ingeniería industrial, en campos como el estudio de movimientos y factores humanos.

## Biografía

### Juventud
Gilbreth nació en Fairfield, Maine, Estados Unidos, en 1868, sus padres eran John Hiram y Martha (cacida Bunker) Gilbreth. No tuvo educación formal más allá de la escuela secundaria. Su padre trabajaba en una ferretería, pero murió cuando Frank tenía apenas tres años y su familia se mudó a Boston, Massachusetts. Después de la secundaria, Frank consiguió un trabajo como aprendiz de albañil, más adelante como contratista de obras, luego se convirtió en un inventor y finalmente en ingeniero. se desempeñaba como profesor en la Universidad Purdue. Se casó con Lillian Evelyn Moller el 19 de octubre de 1904, en Oakland, California. Tuvieron doce hijos, de los cuales vivieron once. Sus nombres eran: Anne, Mary (1906-1912), Ernestine, Martha, Frank Jr., William, Lillian, Frederick, Daniel, John, Robert y Jane.

### Principios en su carrera
Gilbreth descubrió su vocación mientras trabajaba de contratista, cuando pensó en maneras más rápidas y fáciles de acomodar los ladrillos de la construcción. Esto dio como resultado el estudio que realizó en colaboración con su esposa, Lillian, de los hábitos en el trabajo de manufactura y de los oficinistas en todo tipo de industrias para encontrar maneras de incrementar las ganancias y hacer su trabajo más fácil. Él y su esposa fundaron la empresa de consultaría, Gilbreth, Inc. enfocándose en estos rubros. 
También estuvieron involucrados en el desarrollo del diseño de Simmons Hardware Company de Sioux City Warehouse. Los arquitectos habían especificado que cientos de bloques de concreto de 20 pies (6,1 m, aproximadamente) serían implementados para permitir que el suelo blando soportara el peso de dos millones de ladrillos requeridos para construir el edificio. El enfoque de tiempos y movimientos se aplicaría a la construcción con los ladrillos y el transporte. El mismo edificio requería de un soporte eficiente para las entradas y salidas de sus propias instalaciones de conmutación de ferrocarril.

### Estudio de movimientos

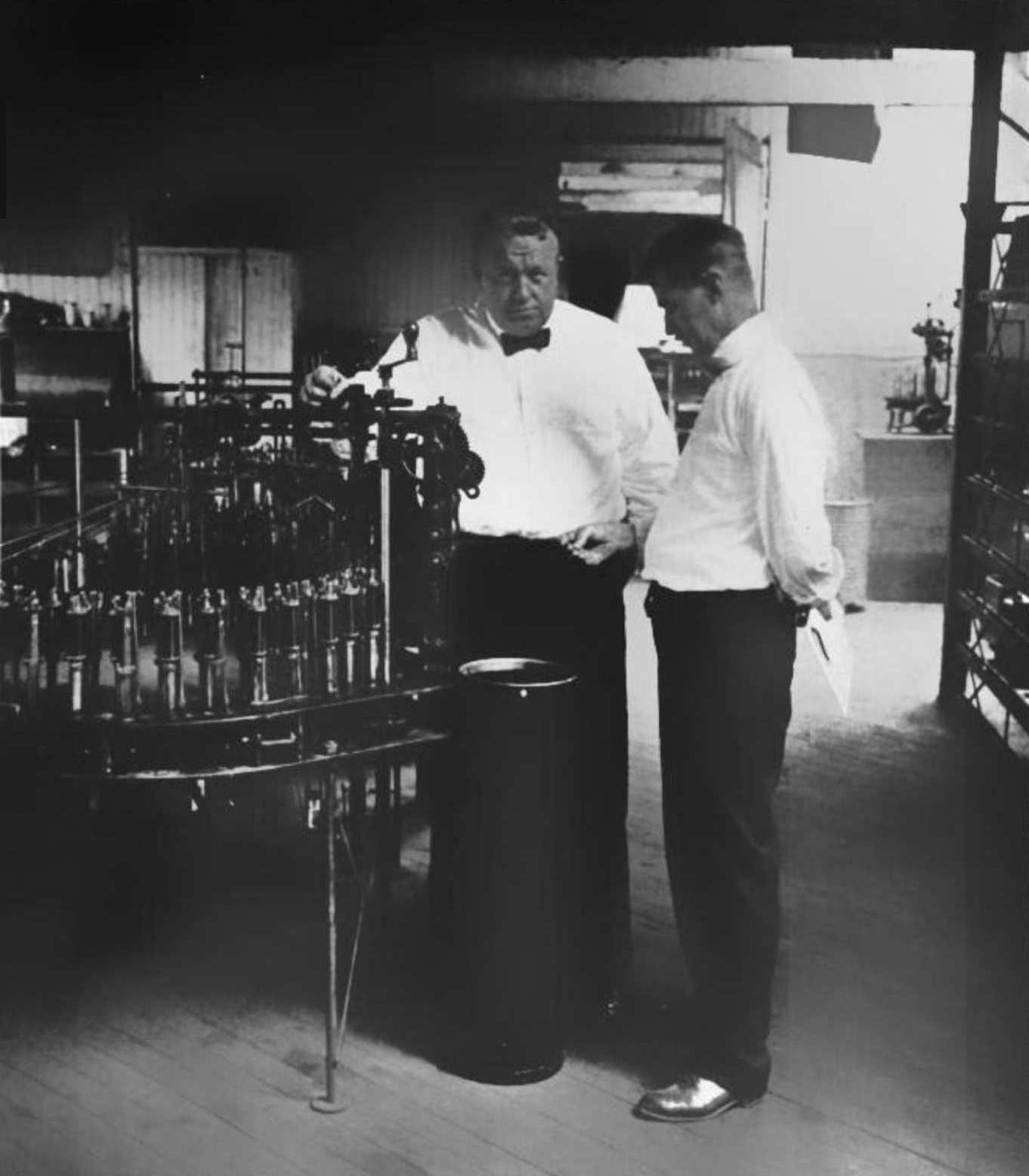
Gilbreth en 1916.

Gilbreth sirvió en el ejército de Estados Unidos durante la Primera Guerra Mundial. Su trabajo consistía en buscar maneras más rápidas y eficientes para armar y desarmar armas. De acuerdo con Claude George (1968), Gilbreth redujo estas tareas en 17 movimientos básicos. Gilbreth llamó a estos movimientos therbligs  —"Gilbreth" escrito al revés, pero con la th invertidas—. Usó una cámara de cine calibrada en fracciones de minutos, para estudiar hasta los movimientos más pequeños de los trabajadores.
George destacó que los Gilbreth eran, por encima de todos, científicos que trataron de enseñarles a los administradores que todos los aspectos de un lugar de trabajo tienen que estar constantemente cuestionados e implementado mejoras. Su énfasis en «la mejor manera» y los therbligs son antecesores al desarrollo del proceso de mejora continua (CQI), (George (1968, p. 98)), al igual que la idea que se tuvo a finales del siglo XX, que los movimientos repetitivos podrían ocasionarle lesiones al trabajador. 
Gilbreth fue el primero en proponer la posición "caddy" (término de Gilbreth) a un cirujano, quien sostenía instrumentos quirúrgicos como se debe. Gilbreth también ideó técnicas estándar usadas por ejércitos alrededor del mundo para enseñar a los reclutas como armar y desarmas armas aun estando con los ojos vendados o en completa obscuridad. 

### Muerte
Gilbreth murió de un ataque cardíaco el 14 de junio de 1924, a la edad de 55 años. Estaba en la estación de tren Lackawanna en Montclair, Nueva Jersey, hablando por teléfono. Antes de la incineración de sus restos mortales, su cerebro fue donado a la Universidad de Harvard. Sus cenizas fueron esparcidas en el Océano Atlántico. Lillian vivió 48 años más que él.

## Legado
El trabajo de los Gilbreth es constantemente asociado con el de Frederick Winslow Taylor, aunque hay una diferencia sustancial entre ambas filosofías. El símbolo del Taylorismo fue el cronómetro; ya que la prioridad para Taylor era reducir el tiempo de los procesos. Por otra parte, los Gilbreth optaron por hacer los procesos más efectivos al reducir los movimientos involucrados. Ellos vieron que su enfoque se preocupaba por el bienestar de los trabajadores comparado con el Taylorismo, en el cual los mismos trabajadores percibían las actividades con fines de lucro. Estas diferencias llegaron a un distanciamiento entre Taylor y los Gilbreth, que trajo como consecuencia, después de la muerte de Taylor, una enemistad entre los seguidores de Taylor y los Gilbreth. Cuando Frank murió, Lillian trató de arreglar las diferencias, sin embargo, la fricción permaneció sobre la propiedad intelectual.
Al llevar a cabo el método de movimientos al trabajo, encontraron que la clave para mejorar la eficiencia en el trabajo era reducir los movimientos innecesarios. No solo algunos movimientos eran innecesarios, sino que también le causaban fatiga al trabajador. Sus esfuerzos para reducir la fatiga incluían la reducción de movimientos, el rediseño de herramientas, la colocación de partes, y el ajuste de la altura de los escritorios y bancas, por lo que empezaron a desarrollar estándares para los lugares de trabajo. El trabajo de los Gilbreth abrió terreno a la comprensión actual de la ergonomía.
Frank y Lillian Gilbreth constantemente utilizaban a su gran familia como conejillos de indias para sus experimentos. Las aventuras de la familia están tiernamente descritas en el libro de 1948 Cheaper by the Dozen, escrito por sus hijos Frank Jr. y Ernestine. El libro inspiró a dos películas del mismo nombre; la (1950) protagonizada por Clifton Webb y Myrna Loy, y la otra (2003) protagonizada por los comediantes Steve Martin y Bonnie Hunt, la cual no tiene referencia alguna del libro, salvo la familia con doce hijos, y el apellido de soltera de la esposa, Gilbreth. Una secuela de 1952 del libro titulada Belles on Their Toes, relataba la vida de la familia Gilbreth después de la muerte de Frank en 1924. Más adelante, en 1971, Frank Jr escribió una biografía titulada, Time Out For Happiness,  la cual fue sacada de impresión y es considerada rara.